# 尾関弥四郎
尾関 弥四郎（おぜき やしろう、天保2年（1831年） - 慶応元年11月7日（1865年12月24日））は、新選組隊士。

## 経歴
大和国高取藩出身。弟に尾関雅次郎がいる。新選組には初期に加入し、八月十八日の政変や池田屋事件にも参加した。しかし、元々病弱（心臓病を患っていたといわれる）であったとされ、慶応元年（1865年）4月には、京坂における隊士募集に回っている。その後除隊され、同年11月17日に死去した。享年35。
「新選組行軍録」には名を連ねるが、板橋の墓碑に名は載っていない。